# 本郷真也
本郷 真也（ほんごう しんや、1984年- ）は、千葉県出身の鍛金作家（彫刻家）。父の本郷寛は元東京藝術大学教授で彫刻家、兄の本郷芳哉も金属による作品を主に手掛ける彫刻家。
主に鉄を使用し、動植物などの彫刻を中心に手掛ける。

## 経歴
1984年、千葉県生まれ。 
2010年、東京藝術大学大学院 美術研究科鍛金専攻修了。
2013年、第52回現代工芸美術展 新人賞を受賞。
2016年、第55回現代工芸美術展 現代工芸賞を受賞。同年、初の個展となる「本郷真也鍛金展─積み重なる時─」を開催。
2018年、第34回淡水翁賞　最優秀賞を受賞。
2019年、個展「本郷真也鐵鍛金展」を開催。
現在は千葉県野田市を拠点に活動している。

## 出演
- リアルとデジタルの融合。現代における新たな超絶技巧への挑戦｜KOGEI Next

## 取材実績
- 「100年後に恥をかきたくない。だから私は、今この2人を評価する」｜ 前原冬樹×本郷真也×鐘ヶ江英夫 THE RACE